# Sistema homem-máquina
Sistema homem-máquina é um sistema no qual as funções de um operador humano (ou um grupo de operadores) e uma máquina são integrados. Este termo pode também ser usado para enfatizar a vista de tal sistema como uma única entidade que interage com o ambiente externo.